# الیبارس د دوئرو
الیبارس د دوئرو (به اسپانیایی: Olivares de Duero) یک شهرستان در اسپانیا است که در استان وایادولید واقع شده‌است.